# Thyreus rotundatus
Thyreus rotundatus är en biart som först beskrevs av Heinrich Friese 1905.  Thyreus rotundatus ingår i släktet Thyreus och familjen långtungebin. Inga underarter finns listade i Catalogue of Life.